# Семіраміда (опера)
«Семіраміда» (італ. Semiramide) — опера-серіа на 2 дії італійського композитора Джоаккіно Россіні. Лібрето Гаетано Россі (1774—1855) за мотивами однойменної трагедії Вольтера.

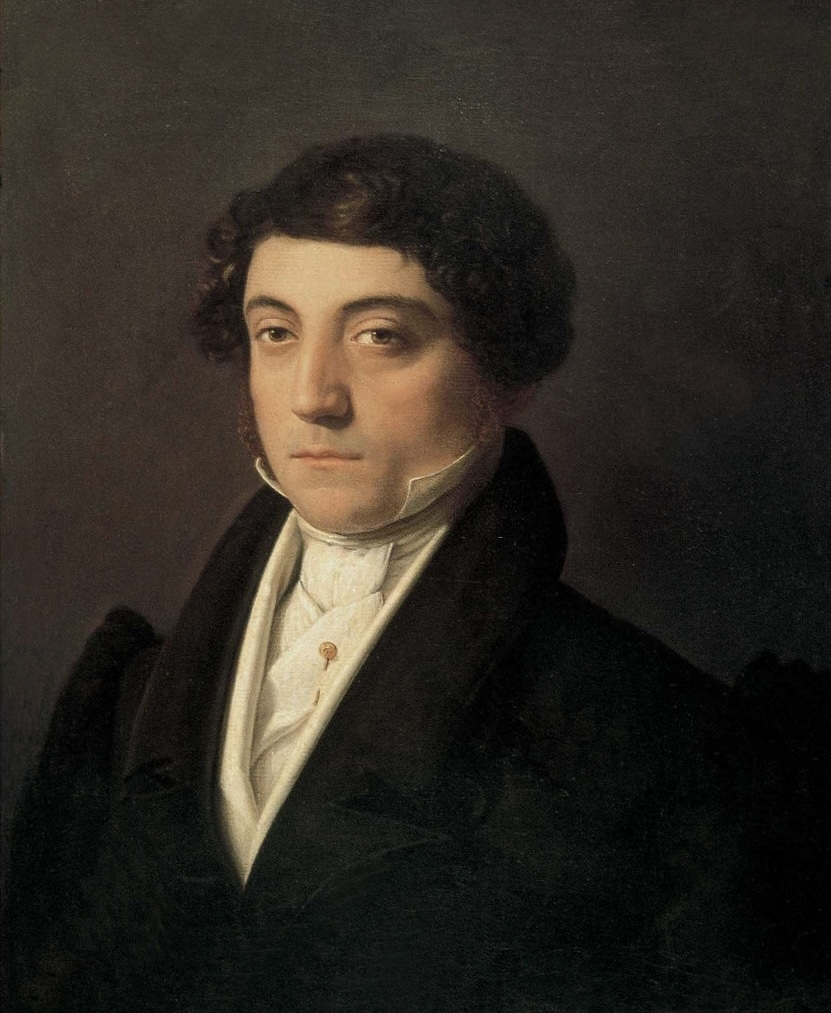
Джоаккіно Россіні

Перша постановка 3 лютого 1823 року в Театрі ла Феніче у Венеції. Композитора дев'ять разів викликали на біс. До власного будинку його супроводжували тридцять ілюмінованих гондол, в яких розташувався духовий оркестр, що грав популярні мелодії з його опер. Можливо, це був найбільший успіх в житті Россіні.

## Історія створення
«Семіраміда» — це опера, в основу якої покладена однойменна трагедія (1748) Вольтера (1694—1778), в якій важливу роль відіграє громадянська проблематика — тема боротьби з абсолютизмом, деспотизмом, тема відплати.
Трагедія закінчується грізними словами верховного жерця над вмираючої царицею, носієм зла:
- злочинні владики повинні тремтіти на своїх тронах;
- чим вище вони поставлені над людьми, тим важче буде розплата[2]

В середині грудня 1822 року автор разом із дружиною співачкою Ізабеллою Кольбран прибув до Венеції. Вслід за виконанням перших партій в операх «Отелло» і «Мойсей», їй призначалася і роль в новій опері «Семіраміда», яку Россіні, як завжди, завершив в короткі терміни.
Лібрето опери написав Гаетано Россі (1774—1855), постійний лібретист Театру ла Феніче.

## Дійові особи
Дія відбувається в Вавилоні в кінці IX століття до н. е.
| Партія                                                          | Голос      | Виконавець на прем'єрі 2 лютого 1823 |
| --------------------------------------------------------------- | ---------- | ------------------------------------ |
| Семіраміда, цариця Вавилона                                     | сопрано    | Ізабелла Кольбран                    |
| Арзаче, воєначальник                                            | сопрано    | Роза Маріані                         |
| Ассур, принц крові Бела                                         | Бас        | Філіппо Галлі                        |
| Ідрено, індійський цар                                          | тенор      | Джон Сінклер                         |
| Адзема, принцеса крові Бела                                     | сопрано    | Матильда Спагна                      |
| Оройя, верховний жрець                                          | бас        | Луціано Маріані                      |
| Мітран, начальник царської гвардії                              | тенор      | Гаетано Рамбальді                    |
| Ніна, тінь царя                                                 | бас        | Натале Ціоллі                        |
| Сатрапи, жерці, царська гвардія, жителі Вавилона, чужинці, раби | без партій | без партій                           |

## Історія персонажів

### Семіраміда
Семіраміда — історичний персонаж. Вавилонянка за похоженням, Шаммурамат правила в Ассирії як регент неповнолітнього сина в кінці IX століття до н. е. Слід зезначити, що панування жінки на Близкому Сході в ті часи — неординарна подія, яка визвала досить великий резонанс у тогочасному світі.
Семираміді приписували створення Вавилонау або, щонайменше, його водних споруд і оборонних веж, а також пірамід і легендарних висячих садів, хоча вони були побудовані три століття по тому. У легендах вона постає войовничої царицею, яка очолювала багато походів, завоювала Єгипет та Індію.
У Семіраміди виник конфлікт із сином Нином. За одними переказами, вона була їм убита, за іншими, коли він зробив замах на життя матері, вона перетворилася на голубку і полетіла. Це відповідає природі Семіраміди: згідно з грецьким міфам, вона була дочкою богині, вигодуваний голубами.

### Арзаче
Італійське ім'я головного героя опери Арзаче відповідає східному Арсак, яке було родовим ім'ям царів Парфянського царства, що виникло в 256 році до н. е. До однієї з гілок Аршакдів (Аршакуні) належала династія царів Великої Вірменії.

## Сюжет
Як завжди в центрі лібрето виявилася складна любовна інтрига, проте, на відміну від традиційної благополучної розв'язки із з'єднанням декількох закоханих пар, героїня гине. Громадянська тема, настільки важлива для Вольтера, в опері відсутня. Тому Семіраміда не є суто негативним персонажем.
Чудовий храм Бела в Вавилоні. Верховний жрець Оройя молиться. Вавилоняни і чужинці несуть до жертовника багаті дари. Індійський цар Ідрено молить бога про кохання. Ассур, вавилонський принц, що походить від бога Бела, мріє про владу. Оточена свитою, наближається Семіраміда. Сьогодні вона повинна оголсити наступника її загиблого чоловіка, царя Ніна. В момент оголошення імені нового царя вдаряє блискавка і гасне вогонь на жертовнику.
Верховний жрець оголошує, що поки Нін не помстився, і вбивці не покарано, наступник не може бути названий. Всі розходяться.
З'являється молодий воєначальник Арзаче. Він прибув з Кавказу, з Скіфії, за таємним наказом Семіраміди. Сюди ж тягне його серце: в свиті цариці знаходиться прекрасна принцеса крові Бела Адзема, яку він врятував від викрадача.
Ассур, також мріє про Адзема, щоб прокласти шлях до трону, обурений, що якийсь скіф дерзає претендувати на любов принцеси, з народження призначеної спадкоємцю престолу Нінію, синові Ніна.
У палацовому залі Адзема з нетерпінням чекає зустрічі з Арзаче. Ідрено просить її руки, але Адзема відповідає, що її рукою розпоряджається Семіраміда. Вважаючи, що його суперником може бути тільки Ассур, і, дізнавшись, що той ніколи не займав місця в серці Адземи, Ідрено сподівається завоювати її любов.

### Висячі сади Семіраміди
Цариця мріє про Арзаче. Начальник гвардії приносить папірус — пророцтво мемфіського оракула, який віщує швидке припинення її душевних мук, заспокоєння після повернення Арзаче, а також новий шлюб. Вона вважає, що боги простили її таємний злочин і благословили любов до Арзаче. Цариця наказує приготувати все до урочистого одруження. Приходить Арзаче, якому вона обіцяє милість і запевняє, що Ассур не отримає Адземи. Молодий воєначальник в захваті. Його боязкі натяки на палаюче серце цариця приймає за освідчення в коханні, а він сприймає її обіцянку гідної нагороди як згоду на шлюб з Адземой.

### Парадний зал палацу
Навпроти трону — вхід в мавзолей царя Ніна. Після урочистої ходи жерців і сатрапів Семіраміда сходить на трон, на сходах якого Адзема, Ассур, Арзаче і Ідрено. Цариця повідомляє, що зробила свій вибір, схвалений оракулом, і вимагає клятви вірності новому царю. Клятва виголошена, і тоді Семіраміда називає ім'я Арзаче.
Всі вражені. Ассур намагається нагадати про свої заслуги, але цариця наказує йому мовчати і тремтіти від усвідомлення своєї провини. Ідрено просить руки Адземи і отримує згоду. Закликавши Ороя, щоб з'єднатися з Арзаче, Семіраміда оголошує, що в його особі дає всієї Ассирії Ніна і його сина. Звучить підземний грім, блискавки, з мавзолею доноситься стогін і в дверях з'являється Тінь царя. З жахом всі чують його волю. Арзаче буде царювати, але перш повинен принести жертву за звільнення гріха; йому належить коритися верховному жерцеві, пам'ятати про батька і вірно служити синові Ніна. Арзаче клянеться зійти в гробницю, але хто стане жертвою? Семіраміда і Ассур, передбачаючи відповідь Тіні Ніна, тремтять. Цариця звертається до чоловіка з благанням, але тінь обіцяє закликати її до себе, коли вирішать боги, і зникає. Семіраміда падає на руки Адземи. Над усіма витає дихання смерті і гніву богів.
У внутрішньому дворі Мітран попереджає Семирамиду про змову Ассура, який зазіхає на її владу. З'явився Ассур дорікає царицю, яка винагородила його за відданість. Вона ж в жаху від спогадів: п'ятнадцять років не може вона забути ту фатальну ніч, коли Ассур дав своєму цареві отрута. Нехай отрута підготувала вона сама, — він звабив її, залякав, що цар прожене її, і тоді вона пообіцяла Ассура трон і любов. Її єдина надія, син Ніній, загинув, можливо, від тієї ж руки, що і батько. Ассур нагадує, що будь син живий, Семіраміда не була б тепер царицею: на троні сидів би Ніній. Цариця більше не боїться ні погроз Ассура, ні помсти Ніна: її захист — Арзаче. Нін і боги до нього прихильні, і весь двір вітав її нового чоловіка і царя. Войовнича цариця зуміє помститися зраднику і сама принесе жертву за звільнення гріха. Ассур жадає помсти.

### Святилище храму
Жерці поклоняються грізному невидимому Богу. Сюди, під таємничі, приховані від непосвячених склепіння, оройя привів Арзаче: для нього настав час долі. Три жерця підносять корону, меч і пергамент, але Арзаче відкидає дар: він поклявся тіні Ніна, що буде служити його синові Нінію. Жерці падають ниць, і оройя відкриває юнакові, що Ніній — він сам. Його врятував вірний Фрадат, видавши за померлого Арзаче. Нін його батько, Семіраміда — мати. Пергамент — послання вмираючого Ніна Фрадату; в ньому цар просить зберегти сина, щоб той помстився за нього зраднику Ассура і зрадниці дружині. Оройя вручає юнакові меч і нагадує, що батько чекає його. Арзаче клянеться на батьківському мечі помститися Ассура, але сподівається, що його сльози пом'якшать тінь батька, і той простить мати. Жерці благословляють його на подвиг і царство, він повинен принести свободу Ассирії.

### Покої Семіраміди
Мітран намагається втішити Адзему, яка в розпачі від втрати коханого, викраденого у неї Семирамидой. Який почув це Ідрено вражений. Придворні супроводжують Адзему і Ідрено до вівтаря. Вона в сльозах, в його грудях ревнощі і лють. З'являються Семіраміда і Арзаче. Цариця просить його постати перед народом у короні як її чоловіка, що наганяє жах на Арзаче. Він притискає до серця лист батька. Прочитавши його, Семіраміда пропонує синові виконати свій обов'язок, але він кидається в обійми матері. Арзаче спускається в гробницю, щоб покарати Ассура і вимолити прощення для Семіраміди. Повна тяжких передчуттів цариця спрямовується за сином.

### Віддалена частина палацу, суміжна з мавзолеєм Ніна
Ассур дізнається від сатрапів, що оройя обурив проти нього народ. Ледве над Ассирією зійде сонце, на троні сидітиме скіф Арзаче. Але Ассур не допустить цього: позбавлений підтримки воїнів, він один вчинить акт помсти. Однак навряд наблизившись до гробниці Ніна, Ассур відступає перед жахливим баченням. У маренні він відчуває на собі залізну руку, страшний погляд, перед ним розверзається безодня, в його грудях меч, і він марно благає про пощаду. Здивовані воїни спостерігають за метаннями Ассура, не розуміючи його закликів то до мовчання, то до втечі. Нарешті, він приходить до тями і, перемігши ворожими богами, зухвало спускається в гробницю Ніна. Мітран з гвардією поспішають попередити царицю про святотатство і заколоті. У підземеллі мавзолею Ніна спускаються жерці, озброєні кинджалами, і зникають у темряві. Входять Арзаче і оройя. Верховний жрець велить оголити меч — сам бог вкаже жертву. З'являється Ассур, потім Семіраміда, яка звертається з благанням до чоловіка захистити сина. Арзаче і Ассур приймають її зітхання за стогони примари. Оройя закликає сина царя цілі. Арзаче кидається на голос Ассура і в темряві смертельно ранить Семирамиду, яка падає на гробницю Ніна. Оройя кличе жерців і воїнів, ті вносять смолоскипи. Схоплений Ассур дізнається, що ненависний суперник — Ніній, законний цар Ассирії. Той, в жаху від скоєного, готовий накласти на себе руки, але оройя утримує його. Народ вітає нового царя.

## Музика
«Семіраміда» — остання опера Джоаккіно Россіні та останній зразок цього жанру взагалі. У ній чимало нетрадиційних рішень. Арія вже не є головним номером.
Важлива роль відводиться дуетам та особливо хорам, великим ансамблям (терцет, квартет, квінтет), які, як і арії, часто супроводжуються хором. Масові сцени досягають грандіозних масштабів. Зростає роль оркестру. Крім симфонічного, розташованого в оркестровій ямі, використовується духовий на сцені і за сценою, прикрашаючи святкові ходи.
До числа традиційних рис опери відноситься використання жіночого голосу в партії молодого героя, воїна і закоханого — нагадування про кастратів XVII—XVIII століть, які мали високими, майже жіночими голосами, для яких завжди призначалися подібні ролі. Вокальні партії відрізняються граничною віртуозністю, незалежно від типу голосу і образу персонажа, хоча Д.Россіні поклав край свавіллю співаків, точно виписавши всі прикраси, які перш за імпровізувались виконавцями.

## Увертюра
У першій картині I акту виділяється часто виконується лірична каватина Арзаче «Ах, той день я згадую» — типовий зразок іскрометних россінівських арій з великих оркестрових вступом. Найвідоміший номер опери — каватина Семіраміди з хором «Прекрасний промінь блиснув» у 2-й картині, зі світлою граціозною мелодією, примхливими пасажами, розкішними колоратурами. Її доповнює пронизаний радісними почуттями дует Семіраміди і Арзаче «Будь мені завжди так відданий».
Друга картина II акта починається похмуро-зосередженим, таємничим хором жерців «Під ці таємні грізні склепіння» з унісон і простими лапідарними акордами. Рондо Арзаче з чоловічим хором «У цю страшну годину» віщує перемогу героя.
Найоригінальніший номер належить Ассуру з хором в 4-й картині. Виразна зосереджена, що переривалася паузами початкова мелодія декламаційного складу «Про сховайся … спочивай … помилуй»; сповнена героїчного пориву заключна частина «Нехай боги загрожують мені».
Позначена як прелюдія, хор, сцена, безумство і арія, ця картина передбачає улюблені романтиками сцени божевілля з безперервним розвитком драматичної дії.

## Виконання в наш час
«Семіраміда» була відроджена в 1940 році, коли вона була з успіхом виконана на фестивалі «Флорентійський музичний травень» і зайняла одне з почесних місць в репертуарі «Ла Скала», «Метрополітен-опера» та інших театрів світу.
Серед кращих виконавиць головних партій — Джоан Сазерленд (Семіраміда) і Мерилін Хорн (Арзас).
Найбільш цікаві постановки «Семіраміди» були поставлені в Мюнхені в 1990 році (С. Ремі — Ассур), а також на фестивалі в Пезаро, рідному місті Россіні — в 1992 році. (під керівництвом А. Дзедді) та в 1994-му (Ч. Газда — Семіраміда)